# (474052) 2016 GJ249
(474052) 2016 GJ249 es un asteroide perteneciente al cinturón de asteroides, descubierto el 9 de abril de 1999 por el equipo del Spacewatch desde el Observatorio Nacional de Kitt Peak, Arizona, Estados Unidos.

## Designación y nombre
Designado provisionalmente como 2016 GJ24.

## Características orbitales
2016 GJ249 está situado a una distancia media del Sol de 2,608 ua, pudiendo alejarse hasta 3,103 ua y acercarse hasta 2,113 ua. Su excentricidad es 0,189 y la inclinación orbital 2,632 grados. Emplea 1538 días en completar una órbita alrededor del Sol.

## Características físicas
La magnitud absoluta de 2016 GJ249 es 17,431.